# Златен телец
Вижте пояснителната страница за други значения на Златен телец.
Златният телец (на иврит: עגל הזהב) е предмет, описан в Библията.
Представлява идол, направен от евреите по време на отделянето на Моисей на планината Синай. След завръщането си Моисей осъжда почитането на Златния телец като Идолопоклонничество и го унищожава.